# Факултет безбједносних наука Универзитета у Бањој Луци
Факултет безбједносних наука Универзитета у Бањој Луци основан је 2017. године, а настао је трансформацијом Високе школе унутрашњих послова која је дјеловала у оквиру Министарства унутрашњих послова Републике Српске у организациону јединицу Универзитета у Бањој Луци.
У складу са Рјешењем Министарства просвјете и културе Републике Српске, настава на Факултету се изводи на студијском програму Безбједност и криминалистика (240 ECTS), а излазни профил који се стиче завршетком студија је – дипломирани правник безбједности и криминалистике. Са дипломом овог факултета се дипломирани студенти могу запослити у ентитетским и  државним безбедносним органима (Министарство унутрашњих послова Републике Српске, Министарство одбране, Гранична полиција,...) или у приватном сектору.
Факултет безбједносних наука уписује студенте који су држављани Босне и Херцеовине или Србије.